# 22 Jump Street
22 Jump Street é um filme estadunidense de ação e comédia realizado por Phil Lord e Chris Miller, produzido e estrelado por Jonah Hill e Channing Tatum e escrito por Michael Bacall, Oren Uziel e Rodney Rothman. É sequela do filme de 2012, 21 Jump Street, baseado na série de televisão homónima. O filme recebeu críticas positivas e ganhou mais de 331 milhões de dólares na bilheteira. O terceiro filme está em desenvolvimento, com Lord e Miller como produtores.

## Sinopse
Após a operação bem-sucedida contra o tráfico de drogas na escola, os oficiais Schmidt (Jonah Hill) e Jenko (Channing Tatum), desta vez, devem se infiltrar na Universidade. Embora suas relações melhorem muito, quando chegam ao campus ambos tomam diferentes caminhos inesperados: Jenko encontra sua alma gémea na equipa de futebol, onde acaba se juntando, já Schmidt entra para o teatro boémio, graças a uma jovem que conhece durante uma peça teatral. Ambos devem descobrir se eles realmente são duas crianças "adultas" de instituto que vão a Universidade, ou se eles serão capazes de manter um relacionamento maduro e profissional como colegas de trabalho.

## Elenco
- Jonah Hill como Morton Schmidt
- Channing Tatum como Greg Jenko
- Peter Stormare como Ghost
- Ice Cube como Capt. Dickson
- Amber West[3] como Maya Dickson
- Wyatt Russell como Zook
- Jillian Bell[4] como Mercedes
- Jimmy Tatro como Rooster
- Nick Offerman como Vice-Chefe Hardy
- Dave Franco como Eric Molson
- Rob Riggle como Sr. Walters
- Marc Evan Jackson como Dr. Murphy[5]
- Kenny Lucas como Kenny Yang
- Keith Lucas como Keith Yang
- Queen Latifah como Sra. Dickson
- Diplo como DJ da semana do saco cheio
- Dustin Nguyen como Jesus Vietnamita
- Richard Grieco como Dennis Booker
- H. Jon Benjamin como Treinador dos MCS
- Patton Oswalt como Professor
- Bill Hader como Vilão da escola culinária
- Anna Faris como Anna
- Seth Rogen como o Gémeo de Morton Schmidt

## Produção
Em 17 de março de 2012, a Sony Pictures anunciou que estava produzindo a sequela de 21 Jump Street, assinando um acordo com Jonah Hill e Michael Bacall para voltarem a escrever o tratamento do roteiro que seria novamente desenvolvido por Bacall. O filme foi originalmente programado para ser lançado nos Estados Unidos, em 6 de junho de 2014. Em 8 de maio de 2013, foi anunciado que o filme seria adiado para 13 de junho de 2014. Em junho de 2013, foi anunciado o título do filme seria 22 Jump Street. Em julho de 2013, a dupla Phil Lord e Chris Miller confirmou eles voltariam a dirigir o filme. Em 6 de setembro de 2013, Amber Stevens foi escalada para o filme. Em 27 de setembro de 2013, Kurt Russell mencionou que seu filho Wyatt Russell recusou o papel para as sequelas de The Hunger Games para estrelar em 22 Jump Street. As filmagens e a produção começaram a ser feitas em 28 de setembro de 2013, em Nova Orleães, Luisiana, com gravações feitas também em São João, Porto Rico e foram concluídas em 15 de dezembro de 2013.
Os títulos finais, que apresentaram os conceitos satíricos da série contínua de filmes Jump Street e merchandise, foram concebidos pelo estúdio Alma Mater.